# Косых, Михаил Фёдорович
Михаил Фёдорович Косых (род. 21 сентября 1949, Тамбов) — российский политический деятель. Депутат Государственной Думы второго созыва (1995—1999).

## Биография
Окончил Тамбовский государственный педагогический институт, Ростовскую ВПШ; работал учителем истории и обществоведения, директором школы.
Депутат Государственной Думы Федерального Собрания РФ второго созыва (1995—1999).